# 혁필화
혁필화(革筆畫)란 가죽 조각에 안료를 찍어 그리는 전통 문자 그림이다. 중국 후한 시대 학자이자 서예가인 채옹(蔡邕)이 창시한 비백(flying white) 필법을 쉽게 쓰기 위해서 나뭇가지를 짓이겨서 유필(柳筆), 죽필(竹筆), 갈필(葛筆), 초필(草筆) 등을 만들어 쓰기 시작했다. 혁필화는 비백서(飛白書)의 붓 재료를 조선시대 후기 천이나 가죽 조각으로 바꾸면서 변형된 형태로 보인다.
혁필화와 문자도, 캘리그라피(calligraphy)는 모두 문자를 화제(畵題)나 매개로 한 조형 표현이라는 공통점이 있다. 하지만, 혁필화는 모필처럼 ‘선’이 아닌 가죽의 넓죽한 ‘면’으로 획이나 문양을 한번에 그린다는 점에서 문자도나 캘리그라피와 다른 개념이다. 작품 '혁필화'를 그리는 가죽 붓을 '혁필'이라고 부르는 것이 맞지만, 글씨를 쓰는 행위를 강조할 때 자주 '혁필'과 '혁필화'를 작품을 일컫는 용어로 혼용한다.
한국에서는 그림과 글자가 혼합된 혁필화 장르를 민화로 분류한다. 하지만, 다른 나라에서는 대부분 그림이 가미된 자(字)의 개념에 주목한다. 그래서 영어권 국가에서는 레인보우 캘리그라피(rainbow calligraphy), 중국은 화조자(花鳥字) 혹은 혁서(革書), 일본은 화문자(花文字)라고 부른다.
17세기 이전 중국에서 한국으로 전래된 초기 문자도는 구복, 길상 등을 주제로 했다. 하지만, 18세기 중엽부터 한국 민화의 소재, 양식과 결합하여 민화 문자도가 성립됐다. 특히 유교의 이념인 효제충신예의염치(孝悌忠信禮義廉恥)를 강조한 효제문자도는 중국, 일본에서도 볼 수 없는 한국만의 독창적인 형태라는 주장이 있다. 효제혁필화는 효제문자도 상징과 형상을 차용해서 조형적 측면에서 유사할 뿐이며, 대량제작이 어려운 문자도에 대한 서민들의 수요를 값싸게 대신하여 유행한 결과로 볼 수 있다.한국에서 일반화된 색채혁필화는 대략 조선 말기에서 일제 강점 초기 사이에 탄생한 것으로 추정된다.